# Niederwerbig

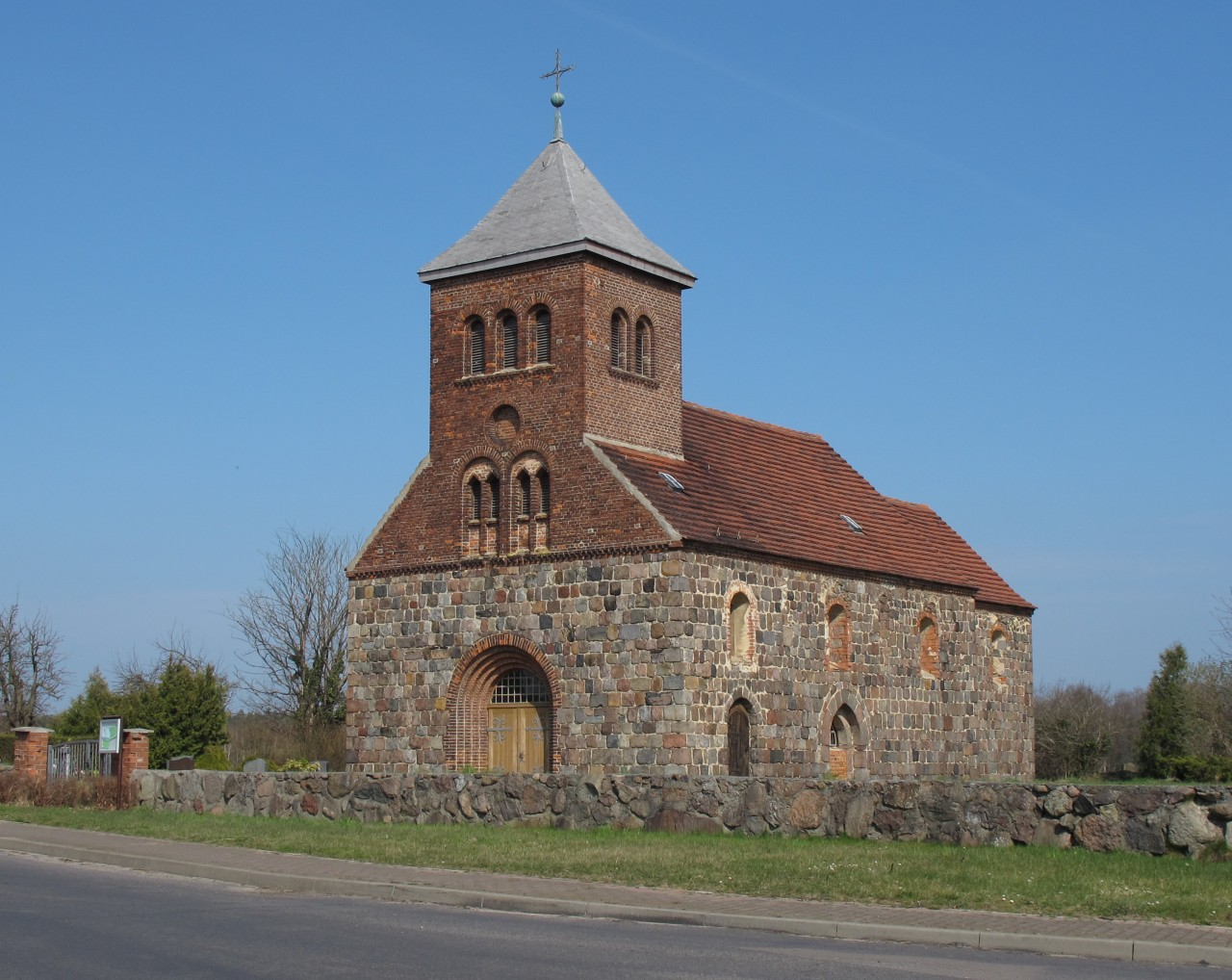
Dorfkirche Niederwerbig

Niederwerbig ist ein Ortsteil der amtsangehörigen Gemeinde Mühlenfließ im Landkreis Potsdam-Mittelmark in Brandenburg. Der Ort gehört dem Amt Niemegk an.

## Lage
Niederwerbig liegt im Norden des Hohen Flämings im gleichnamigen Naturpark etwa sieben Kilometer südöstlich von Brück und etwa neun Kilometer nordwestlich von Treuenbrietzen. Umliegende Ortschaften sind der Gemeindeteil Jeserig im Norden, Nichel im Osten, der zur Stadt Treuenbrietzen gehörende Ortsteil Rietz im Süden, Haseloff im Südwesten, Grabow im Westen sowie der zur Gemeinde Planetal gehörende Gemeindeteil Ziezow im Nordwesten.
Durch Niederwerbig verläuft die Kreisstraße 6919. Zudem verläuft die Landesstraße 95 durch die Gemarkung. Die Bundesstraße 102 von Bad Belzig nach Jüterbog verläuft etwa vier Kilometer südlich des Ortes. Die Autobahnanschlussstelle Niemegk an der Bundesautobahn 9 ist etwa sieben und die Anschlussstelle Brück etwa fünf Kilometer entfernt.

## Geschichte
Niederwerbig wurde erstmals im Jahr 1337 als villa Werbek sita prope Bryzzen urkundlich erwähnt. Die Herkunft des Ortsnamens ist nicht geklärt, wahrscheinlich ist er slawischen Ursprungs. 1383 wurde Niederwerbig als Werbig bye der Breisin erwähnt.
Die Dorfkirche Niederwerbig wurde in der ersten Hälfte des 13. Jahrhunderts errichtet. Um das Jahr 1900 wurden Veränderungen am Kirchturm vorgenommen. Durch Niederwerbig führte die Bahnstrecke Bad Belzig–Treuenbrietzen, an der das Dorf mit Haseloff-Niederwerbig einen Haltepunkt hatte. Die Strecke wurde 1962 stillgelegt.
Der Tatort Dornröschens Rache wurde 2007 in Niederwerbig gedreht, wobei das Dorf im Film als Wiedlitz bezeichnet wird. Der Ort sollte die authentische Tristesse sowie den Charme der alten DDR widerspiegeln.
Niederwerbig lag seit jeher im Königreich Preußen und dort im Regierungsbezirk Potsdam. Am 25. Juli 1952 wurde die Gemeinde dem damals neu gebildeten Kreis Belzig im Bezirk Potsdam zugeordnet. Zum 1. Januar 1962 wurde der Nachbarort Jeserig eingemeindet. Nach der Wende lag Niederwerbig im Landkreis Belzig in Brandenburg und schloss sich am 11. Februar 1992 dem Amt Niemegk an. Nach der Kreisreform in Brandenburg am 6. Dezember 1993 kam die Gemeinde schließlich zum neu gebildeten Landkreis Potsdam-Mittelmark. Zum 1. Juli 2002 wurde Niederwerbig zusammen mit den bis dahin ebenfalls eigenständigen Gemeinden Haseloff-Grabow, Nichel und Schlalach zu der neuen Gemeinde Mühlenfließ zusammengelegt.

## Bevölkerungsentwicklung
| 1875 | 122 | 1939 | 112 | 1981 | 181 |
| 1890 | 130 | 1946 | 168 | 1985 | 174 |
| 1910 | 130 | 1950 | 176 | 1989 | 155 |
| 1925 | 130 | 1964 | 216 | 1995 | 148 |
| 1933 | 139 | 1971 | 200 | 2001 | 156 |

## Nachweise
1. ↑  Gemeinde- und Ortsteilverzeichnis. In: geobasis-bb.de. Landesvermessung und Geobasisinformation Brandenburg, archiviert vom Original (nicht mehr online verfügbar) am 16. August 2017; abgerufen am 25. Juni 2017.  Info: Der Archivlink wurde automatisch eingesetzt und noch nicht geprüft. Bitte prüfe Original- und Archivlink gemäß Anleitung und entferne dann diesen Hinweis.
2. ↑  Niederwerbig. In: amt-niemegk.de. Abgerufen am 25. Juni 2017.
3. ↑  Tat-ORT: Niederwerbig, im Fläming bei tatort-fundus.de, abgerufen am 25. Juni 2017.
4. ↑  Niederwerbig im Geschichtlichen Ortsverzeichnis. Abgerufen am 25. Juni 2017.
5. ↑  Historisches Gemeindeverzeichnis des Landes Brandenburg 1875 bis 2005. (PDF; 331 KB) Landkreis Potsdam-Mittelmark. Landesbetrieb für Datenverarbeitung und Statistik Land Brandenburg, Dezember 2006, abgerufen am 25. Juni 2017.